# Calvert (motorfiets)
Calvert is een historisch Brits motorfietsmerk.
De bedrijfsnaam was: Calvert Stoke Newington Motor Co., London.
Calvert was een van de eerste Britse fabrikanten van motorfietsen. Al in 1899 werden de eerste motorfietsen geproduceerd, met Minerva-inbouwmotoren maar ook - zeer tegen de Britse gewoonte in - met eigen motoren van 2¼ en 3¼ pk. Er was zelfs een forecar leverbaar. In 1904 werd de productie echter gestaakt, waarschijnlijk omdat het bedrijf intussen gietwerk leverde voor allerlei industriën en het te druk had om ook nog motorfietsen te maken.